# Tillandsia 'Mystic Trumpet Pink'
Tillandsia 'Mystic Trumpet Pink' es un cultivar híbrido del género Tillandsia perteneciente a la familia Bromeliaceae.
Es un híbrido creado en el año 1985 con las especies Tillandsia albertiana × Tillandsia xiphioides.